# Friedrich Wilhelm von Thulemeyer
Friedrich Wilhelm von Thulemeyer auch Thulemeier (* oder getauft 9. November 1735; † 6. Juli 1811 in Berlin) wurde 1763 von Friedrich dem Großen als Diplomat in die Republik der Sieben Vereinigten Provinzen geschickt. 1788 wurde er Justizminister unter Friedrich Wilhelm II. von Preußen. Von besonderer Bedeutung ist – auch heute noch – seine Musikalien-Sammlung, die eine Vielzahl von Originalhandschriften enthält.

## Leben
Er war der Sohn des Wilhelm Heinrich von Thulemeyer, eines königlich preußischen Staats- und Kriegsministers, der Mitglied des Tabakskollegiums des Soldatenkönigs war und einem um 1560 im Fürstentum Lippe ansässigen Geschlecht entstammte. Seine Mutter Ernestine von Schilden kam aus Hannover. Als sie 34 war, starb plötzlich ihr Ehemann. Der junge Thulemeyer, Patenkind von Friedrich Wilhelm I. von Preußen wurde auf Staatskosten ausgebildet. Anschließend studierte er Rechtswissenschaften in Frankfurt am Main und wurde von einem Herrn Passavant weiter ausgebildet. Oktober 1763 bekam Thulemeier einen preußischen diplomatischen Auftrag in Den Haag. Er bemühte sich, im Auftrag von Friedrich dem Großen, um eine Ehe zwischen dem jungen Prinzen Wilhelm V. von Oranien und Wilhelmine von Preußen. Ludwig Ernst von Braunschweig-Wolfenbüttel, seit 1751 Feldmarschall der Niederlande und ab 1759 Vormund des Prinzen, zog zwar eine Ehe mit einer anderen Verwandten vor, trotzdem heirateten der Prinz von Oranien und Wilhelmine von Preußen 1767. Die Staatsgeschäfte überließ der Prinz, der seit 1751 offiziell Statthalter der Niederlande war, auch nach seiner Volljährigkeit 1766 weiter dem Ludwig Ernst von Braunschweig-Wolfenbüttel, was in den Niederlanden zu politischen Unruhen führte (Patriotenbewegung).
Weil Thulemeyer, wie damals üblich, schlecht bezahlt wurde, hatte er Schwierigkeiten, seine Lebenshaltungskosten aufzubringen. Er machte Bekanntschaft mit einer reichen Frau, der Witwe Agatha Theodora Geelvinck (Amsterdam, 1739 – Hanau, 1805). Sie stammte aus einer mächtigen und sehr reichen Familie von Bürgermeistern Amsterdams. Friedrich der Große war aber mit der geplanten Heirat Thulemeyers nicht einverstanden. Der Grund war möglicherweise, dass die beiden Brüder und die Tochter Constancia der Witwe enge Beziehungen mit der Patrioten-Bewegung in Holland hatten, und dass die Unabhängigkeit Thulemeyers als Diplomat damit durch eine Heirat in Gefahr käme. Trotzdem konnte Thulemeyer seine finanzielle Lage verbessern und mietete ein vornehmes Haus am Lange Voorhout, unweit des Binnenhofs. Thulemeyer war damals Gegenstand von zahlreichen Gerüchten in den Niederlanden.

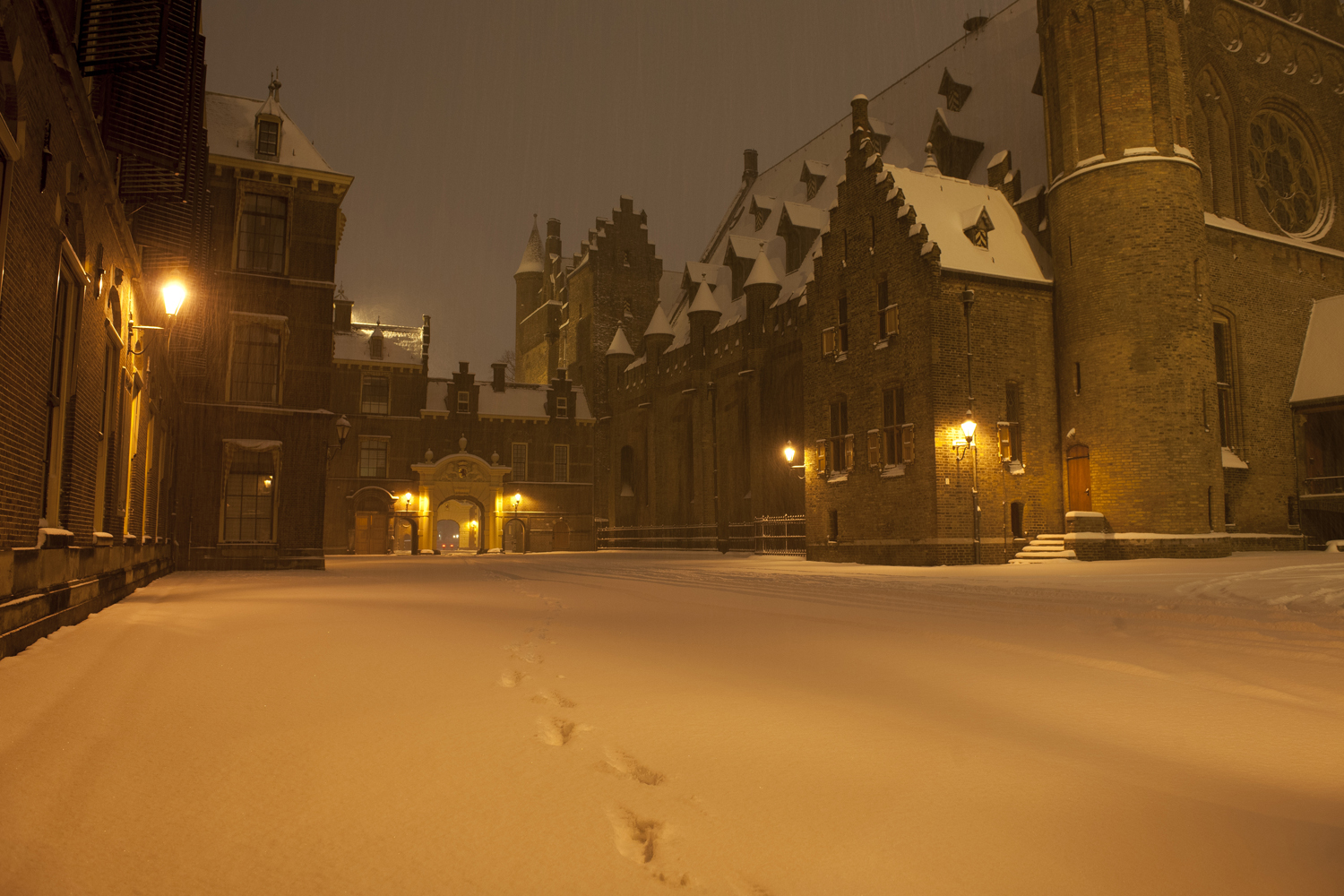
Binnenhof, auch damals das politische Zentrum der Niederlande

Thulemeyer hatte bessere diplomatische Beziehungen als der englischen Botschafter James Harris, Graf von Malmesbury und er kümmerte sich um 1784/1785 um die wichtige Handelsbeziehung zwischen Preußen und den Vereinigten Staaten vermittels seiner Kontakte mit John Adams, Thomas Jefferson und Benjamin Franklin. Thulemeyer bemühte sich über die Freihäfen von Emden und Stettin den Handel zu erleichtern. Daraus entstand der Freundschafts- und Handelsvertrag zwischen Preußen und den USA.
Die Entscheidungen des Statthalters Prinz Wilhelm von Oranien stießen währenddessen zunehmend auf den Widerstand der Patriotenbewegung und der Prinz äußerte sogar, in Anwesenheit von Thulemeyer, den Wunsch, das Land zu verlassen. Im Oktober 1786 wurde Johann Eustach von Görtz nach Den Haag geschickt, aber Reformbestrebungen im demokratischen Sinne, auch gefordert von den beiden Diplomaten Görtz und Thulemeyer, scheiterten. Der Konflikt eskalierte, als die Prinzessin Wilhelmine von Preußen Ende Juni 1787 von Nimwegen nach Den Haag reisen wollte (wovon Thulemeyer nicht unterrichtet war) und ihr außerhalb von Schoonhoven der Weg versperrt wurde. Ihr Bruder, Friedrich Wilhelm, seit einem Jahr der neue preußische König, forderte kurz darauf dafür Genugtuung. Danach kam es zu einem preußischen Ultimatum, das Thulemeyer den „Staten van Holland“ übermittelte. Als Holland dieses ablehnte, wurde am 13. September 1787 die politisch zerrissene Republik mit Zustimmung Englands von Karl Wilhelm Ferdinand besetzt. Frankreich hatte finanzielle Probleme und konnte sich ein Eingreifen der in Givet an der holländischen Grenze stationierten Truppen nicht leisten.
Thulemeyer reiste 1788 zurück nach Berlin und wurde dort Justizminister. C.P. von Alvesleben wurde als sein Nachfolger in Holland benannt.  Mit der Bezahlung für seine Leistungen in Holland erwarb er das Gut Groß-Küssow im Landkreis Pyritz (Hinterpommern). Ab 1801 wohnte er in der Behrenstraße in Berlin. 1807 wurde Thulemeier aus seinem Amt entlassen.
Thulemeier blieb zeitlebens unverheiratet, hinterließ allerdings eine Tochter Louise Wilhelmine, die er auch mit Einschränkungen als Erbin einsetzte.

## Nachlass
- Mémoire de Monsieur le Baron de Thulemeier, envoyé extraordinaire de Sa Majesté le Roi de Prusse, à … les Etats-Généraux des Provinces-Unies des Pays-Bas. Mémoire … à … les Etats-Généraux des Provinces-Unies des Pays-Bas, 1784. Te Arnhem: by Van Bemmelen [etc.]
- Etwa 5000 bis 6000 Bücher schenkte er dem Joachimsthalschen Gymnasium. Heute werden einige diese Bücher in der Staatsbibliothek zu Berlin aufbewahrt.[18]
- Der elegant auftretende Thulemeier war nicht nur ein passionierter Schachspieler, sondern spielte auch selbst Cembalo.
- Besonders hervorzuheben ist seine Musikalien-Sammlung, die er ebenfalls dem Joachimsthalschen Gymnasium schenkte.[19] Seit 1961 befindet sich der Großteil dieser Musikalien-Sammlung in der Musikabteilung der Staatsbibliothek zu Berlin. Mit der Veröffentlichung eines Katalogs wurde der Musikforschung ein wichtiges Dokument zur Berliner Instrumentalmusik aus der zweiten Hälfte des 18. Jahrhunderts an die Hand gegeben, deren Entstehungs- und Überlieferungsgeschichte eng mit der Entwicklung der Berliner Musikkultur nach der Wiedereinrichtung der Hofkapelle 1740 durch Friedrich II. verbunden ist. Die Sammlung, mit sehr guten Kopien der Kompositionen von Carl Philipp Emanuel Bach, Johann Joachim Quantz, Christoph Schaffrath und Christoph Nichelmann lässt sich auf die Jahre um 1745 bis 1764 eingrenzen.[20] Als Autor, Vorbesitzer und auch als Schreiber vieler Quellen sind Christoph Nichelmann und Johann Gottlieb Janitsch zu nennen. Wichtigster Komponist vieler hier als Quellen überlieferter Werke ist Carl Philipp Emanuel Bach. Es ist nicht auszuschließen, dass Teile der Sammlung bereits auf einen ehemaligen Musikalienbesitz von Thulemeiers Vater zurückgehen.[21] Im Laufe der Jahrhunderte, besonders in unmittelbarer Nachkriegszeit, kamen einzelne Bände der Sammlung in andere Institutionen oder gingen sogar verloren. Am 12. Januar 2007 erhielt die Berliner Staatsbibliothek 14 solcher abgesprengten Bände der Sammlung Thulemeyer vom Thüringischen Landesmusikarchiv (Weimar) zurück, die so mit dem Hauptteil der Sammlung wiedervereinigt werden konnten[22]
- Seine Korrespondenz mit John Adams, dem ersten US-Botschafter in Den Haag, wurde schon 1853 publiziert.[23]
- Die Briefe mit pikanten Details über eine Beziehung in den Jahren 1765–1768 mit einer älteren Dame aus Den Haag namens Maria Mathilde van Assendelft, damals aufbewahrt in Bytów, sind verloren gegangen.